# Ramil' Ibatullin
Ramil' Rachmatullovič Ibatullin (in russo Рамиль Рахматуллович Ибатуллин?; Bagiševo, 22 ottobre 1976) è un generale russo di etnia tatara, Eroe della Russia e comandante della 2ª Armata combinata delle guardie dal 2024.

## Biografia
Ibatullin è nato nel villaggio di Bagiševo, distretto di Apastovskij, nell'allora RSSA Tatara, figlio di Rachmatulla e Minzila Ibatullin. Ha completato i suoi studi alla scuola secondaria del villaggio di Čeremšan.

### Carriera militare
Dopo aver completato il suo percorso scolastico, è stato arruolato nell'esercito russo nel 1994 e trasferito nella capitale tatara di Kazan' per attendere alla Scuola militare superiore di comando carri armati. Dopo essersi diplomato nel 1999, è diventato comandante di un plotone corazzato. Nella sua carriera ha scalato i ranghi dell'esercito, fino a diventare a capo del comando di riserva nel Circondario federale meridionale. Si è diplomato in seguito all'Accademia delle Armi Combinate e all'Accademia dello Stato Maggiore delle Forze Armate della Federazione Russa.
Nel gennaio 2018 è stato nominato comandante della 55ª Brigata fucilieri motorizzata da montagna delle guardie, incontrando personalmente il capo della Repubblica federale di Tuva Šolban Kara-ool. Insieme alla brigata, nell'agosto 2019 ha partecipato alla competizione militare internazionale "Maratona di cavalli - 2019" in Mongolia.
Nel luglio 2021 è stato nominato comandante della 90ª Divisione corazzata delle guardie "Vitebsk-Novgorod".

#### Guerra russo-ucraina
Al comando della 90ª Divisione, Ibatullin ha preso parte all'invasione dell'Ucraina, invadendo il paese da nord-est e avanzando verso la capitale ucraina nell'ambito dell'offensiva su Kiev. Durante l'occupazione della regione di Kiev diversi militari della sua divisione hanno "commesso atti di violenza sessuale contro la popolazione civile ucraina". Dopo essere state costrette sulla difensiva, alla fine di marzo le forze russe hanno iniziato la ritirata dall'Ucraina settentrionale, e la divisione ha ripiegato in Russia. Il colonnello è rimasto al comando della divisione fino al giugno 2022, quando è stato promosso a vicecomandante della 41ª Armata combinata. Nel dicembre successivo è stato promosso a maggior generale.
In un rapporto del 16 luglio 2023, citando fonti russe, l'Institute for the Study of War (ISW) ha affermato che Ibatullin e due dei suoi vice fossero stati arrestati in una data non specificata, ipotizzando che il suo arresto fosse dovuto ai fallimenti nell'oblast' di Luhans'k. L'ISW non ha confermato queste notizie.
Da settembre 2024 è al comando della 2ª Armata combinata delle guardie del Distretto militare centrale. Nel dicembre dello stesso anno è stato promosso a tenente generale. Con decreto presidenziale del 21 febbraio 2025, Ibatullin è stato insignito del titolo onorifico massimo di Eroe della Federazione Russa.

## Sanzioni
Nel 2023, l'Unione europea ha inserito il generale nella sua lista delle sanzioni in quanto partecipe all'invasione russa dell'Ucraina e alle azioni violente dei suoi subordinati quando era al comando della 90ª Divisione corazzata.